# Heterosminthurus bilineatus
Heterosminthurus bilineatus is een springstaartensoort uit de familie van de Bourletiellidae. De wetenschappelijke naam van de soort is voor het eerst geldig gepubliceerd in 1842 door Bourlet.